# Yo soy Sylar
I am Sylar es el vigésimo cuarto episodio de la tercera temporada de la serie de televisión estadounidense, Héroes.

## Trama
18 horas antes de la presentación en la TV:
Sylar pronto recibe la tarea de hacerse pasar por el agente Taub. Sin embargo él, inexplicablemente despierta con la forma del agente. Este hecho que lo aterra. Más tarde, Sylar se reúne con Danko quien le informa que deberá ser discreto. Posteriormente Sylar visita a un hombre llamado Tom Miller al cual no tarda en asesinar y robarle su extraña habilidad.
En un apartamento, Sylar recibe los objetos que estuvieron presentes durante las últimas horas de vida de Virginia Gray y después de analizar detalladamente un globo de nieve, Virginia aparece manteniendo una conversación con Sylar. Sin embargo, pronto se revela que se trata de Sylar usando su habilidad de metamorfosis, “transformándose literalmente en su madre”.
Sylar entonces es informado de la posible captura de Rebelde. Sin embargo, Rebelde se encuentra con él antes que con los agentes. Entonces se decide a confundir a los agentes tomando la forma de Micah. En esa misma noche Sylar recibe una lección de moralidad de parte de Micah, pero Sylar no sintiéndose satisfecho echa a Micah del apartamento y le advierte que si lo vuelve a ver lo matará. 
Horas después, Sylar llega a la oficina de Nathan donde una vez más tiene una supuesta conversación con su madre. Toma la forma de Nathan y da el discurso (visto por primera vez en 1961).
Matt ha olvidado por completo el rencor que les guardaba a los agentes, por haber descubierto la existencia de su hijo. Además rechaza la petición de ayuda de parte de Hiro y Ando para derrocar al edificio 26 de una vez por todas. Entonces Matt  se dirige al hogar de Janice en donde reflexiona y decide enfrentar a los agentes para proteger a su hijo y a Janice. Sin embargo, los agentes vienen al hogar y Matt se ve en la obligación de usar sus poderes telepáticos en todo el lugar. 
Hiro y Ando tras no haber sido ayudados por Matt, intentan obtener la “dirección” del edificio 26 ideando un plan. Hiro rápidamente sugiere que Ando sea la carnaza, pero este último se molesta por la forma en que lo trata al poner en peligro su vida, durante la discusión los agentes les atacan y Hiro congela el tiempo, solo para llevarse la sorpresa de que Ando de alguna manera es inmune a sus poderes. Confundido, Hiro comienza a preguntarse por qué Ando es invulnerable a su poder, sin embargo Hiro de todas maneras toma la decisión de permitir que los agentes capturen a Ando. Se infiltra como agente y sube a un camión dirigido al edificio 26.
Una vez que se liberan de los agentes y llegan al edificio 26, intentan de una vez por todas derrocarlo. Sin embargo, Hiro al liberar su poder sufre de una terrible migraña acompañada de un flujo de sangre en su nariz. 
Nathan tras observar en shock lo que parece ser una copia de él en las noticias, intenta corregir sus errores dirigiéndose individualmente a Washington, mientras Peter, Noah, Claire y Ángela, son aparentemente atrapados por los agentes.
En Coyete Sands, Mohinder es igualmente capturado por los agentes.
Nathan llega a su oficina en donde se encuentra con Sylar (con la forma de Nathan). Sylar se dispone asesinar a Nathan, pero es Danko quien dispara a Nathan varios tranquilizantes, y le exhorta a Sylar a dejar sus planes. Sin embargo, Sylar le explica a Danko que ya no le es de utilidad. Danko entonces le clava un cuchillo en la cabeza a Sylar, pero la sorpresa es para Danko cuando Sylar se reincorpora.
- Datos: Q5976091